# 悪
悪  est un kanji composé de 11 traits et fondé sur 心 (cœur, sentiment). Il fait partie des gakunenbetsu kanji haitōhyō de 3e année. Il se lit あく (aku) en lecture on et わる.い (waru.i) en lecture kun.

## Exemples
Dans le manga Black Butler, le majordome répète souvent qu'il est un « diable de majordome ». C'est un jeu de mots en japonais : l'original se lit « Akuma de shitsuji desu kara « et sa signification dépend du kanji utilisé :
- 悪魔《あくま》(akuma) : un démon, un diable. Dans ce cas, elle pourrait se traduire par : « Je suis un démon et un majordome. »
- 飽くま (akuma) : avec persistance. Ici, elle pourrait se traduire par : « Je suis un majordome jusqu'au bout des ongles. »